# Alien Sex Fiend
Alien Sex Fiend — группа готического рока из Великобритании, созданная Ником Уэйдом и его женой Крисси Уэйд в 1982 году. Начав выступать в клубе BatCave в Лондоне в 1982 году, группа быстро приобрела известность на готической сцене благодаря своему мрачному психоделическому электронно-индустриальному звучанию, тяжёлым семплам и маниакальному вокалу. За время существования группа создала большую дискографию. Быстро переключившись с тяжёлого индастриала на эмбиентные экспериментальные стили, фаны Alien Sex Fiend всегда интересовались, что нового им преподнесёт следующий альбом.
Песни Alien Sex Fiend постоянно крутились в эфире студенческих радиостанций. Также группа может похвастаться тем, что впервые выпустила 11-дюймовый сингл «E.S.T. (Trip To The Moon)» в октябре 1984 года. Их видеоклип «Now I’m Feeling Zombified» был задействован в одном из эпизодов мультсериала «Бивис и Баттхед».
Сейчас они живут в Кардиффе, в Уэльсе.

## Дискография

### Студийные альбомы
- Alien Sex Fiend — 1982 (выпущен на кассете)
- The Lewd, the Mad, the Ugly and Old Nik — 1983 (выпущен на кассете)
- Who’s Been Sleeping in My Brain? — 1983
- Acid Bath — 1984
- Maximum Security — 1985
- It - The Album — 1986
- Here Cum Germs — 1987
- Another Planet — 1988
- Curse — 1990
- Open Head Surgery — 1992
- Inferno - The Odyssey Continues — 1994
- Nocturnal Emissions — 1997
- Information Overload — 2004
- Death Trip — 2010

### Мини-альбомы
- The Impossible Mission Mini L.P. — 1987
- Inferno: The Mixes — 1995
- Evolution — 1996

### Концертные альбомы
- Turn the Monitors Up — 1984
- Liquid Head in Tokyo — 1985
- Too Much Acid? — 1989
- The Altered States of America — 1993
- Flashbacks! (Live 1995-1998) — 2001

### Сборники
- The First Compact Disc — 1986 (альбом Maximum Security, плюс 4 бонуса)
- Studio Out-takes.. Amsterdam Live 1985 Interviews! 1984&86 — 1986 (выпущен на кассете)
- Untitled — 1986 (выпущен на кассете, ограниченный тираж)
- All Our Yesterdays — 1988
- A.S.F. Box — 1990 (бокс-сет из пяти 10, 11 и 12-дюймовых синглов)
- The Legendary Batcave Tapes — 1993 (демо записи 1982 года)
- Drive My Rocket - The Collection Part One — 1994
- I'm Her Frankenstein - The Collection Part Two — 1995
- The Singles 1983-1995 — 1995
- Wardance Of The Alien Sex Fiend — 1998
- The Bat Cave Masters — 1998
- Fiend at the Controls Vol. 1 & 2 — 1999
- The Best of Alien Sex Fiend — 2001
- Fiend Club — 2005
- Para-Abnormal — 2006
- R.I.P. A 12" Collection — 2008 (2 CD)
- Bat Cave Anthems — 2008 (ограниченный тираж, 300 экз. на розовом виниле)
- Abducted! The Best Of Alien Sex Fiend — 2013 (MP3)
- Between Good And Evil (The Collection) — 2013
- Classic Albums And BBC Sessions Collection — 2015 (первые четыре не кассетных альбома плюс бонусы на 4 CD)

### Синглы
- School`s Out 1982 — 1982 (выпущен на кассете)
- Ignore the Machine — 1983
- Lips Can't Go — 1983
- R.I.P. (Blue Crumb Truck) — 1984
- Dead and Buried — 1984
- E.S.T. (Trip to the Moon) — 1984
- I'm Doing Time in a Maximum Security Twilight Home — 1985
- Ignore the Machine (Special Electrode Mix) — 1985
- I Walk The Line — 1986
- Smells Like... — 1986
- Hurricane Fighter Plane — 1987
- The Impossible Mission — 1987
- Here Cum Germs — 1987
- Stuff the Turkey — 1987
- Batman Theme — 1988 (as The Dynamic Duo)
- Bun Ho! — 1988
- Haunted House — 1989
- Now I'm Feeling Zombified — 1990
- Magic — 1992
- Inferno (The Youth Mixes) — 1994
- Evolution — 1996
- On a Mission — 1997
- Tarot — 1998

## Интересные факты
- В фильме «Марс атакует!» Ричи Норрис был одет в футболку с символикой Alien Sex Fiend.